# Tetrix
Tetrix är ett släkte av insekter som beskrevs av Pierre André Latreille 1802. Tetrix ingår i familjen torngräshoppor.

## Bildgalleri

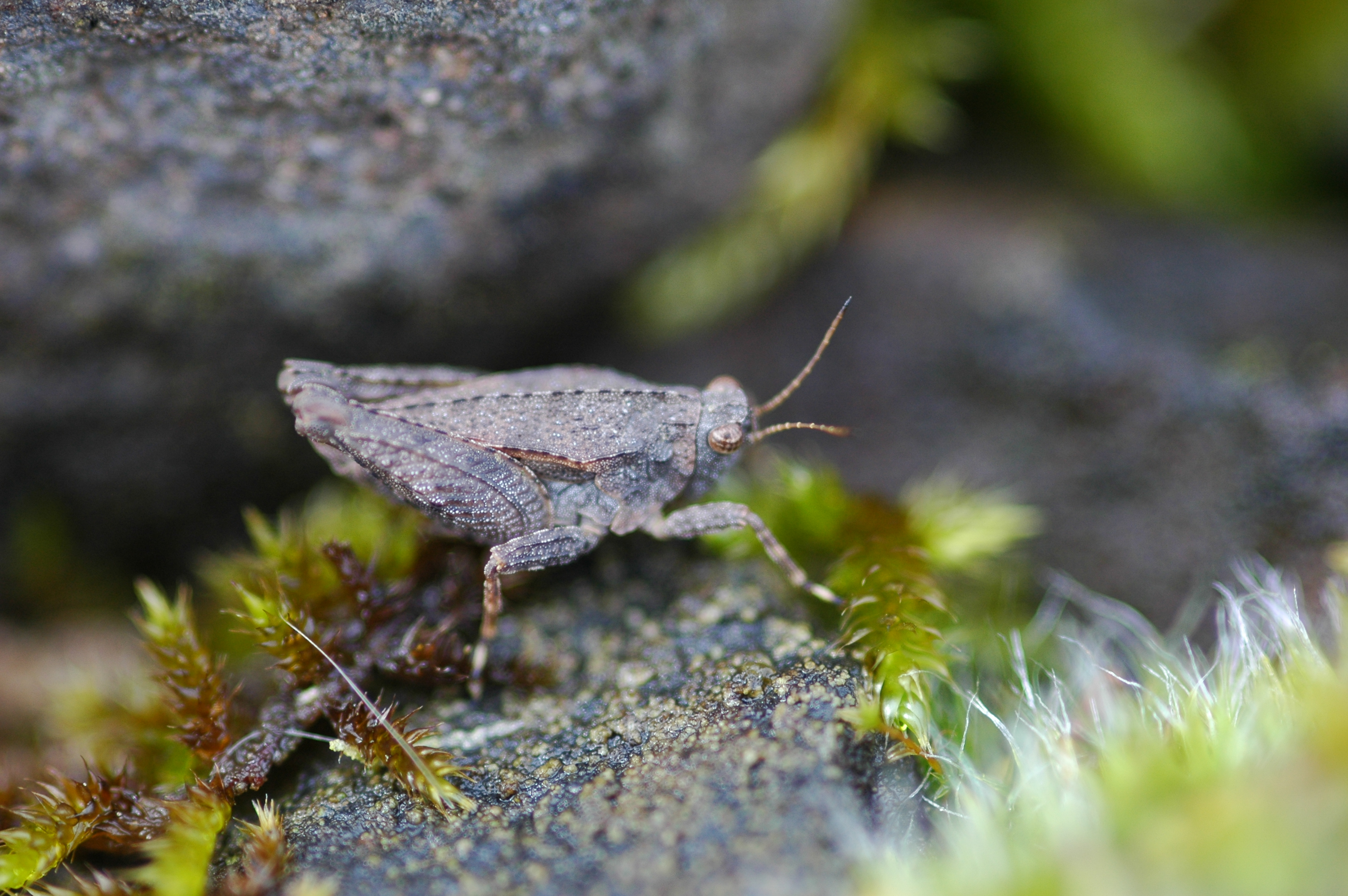
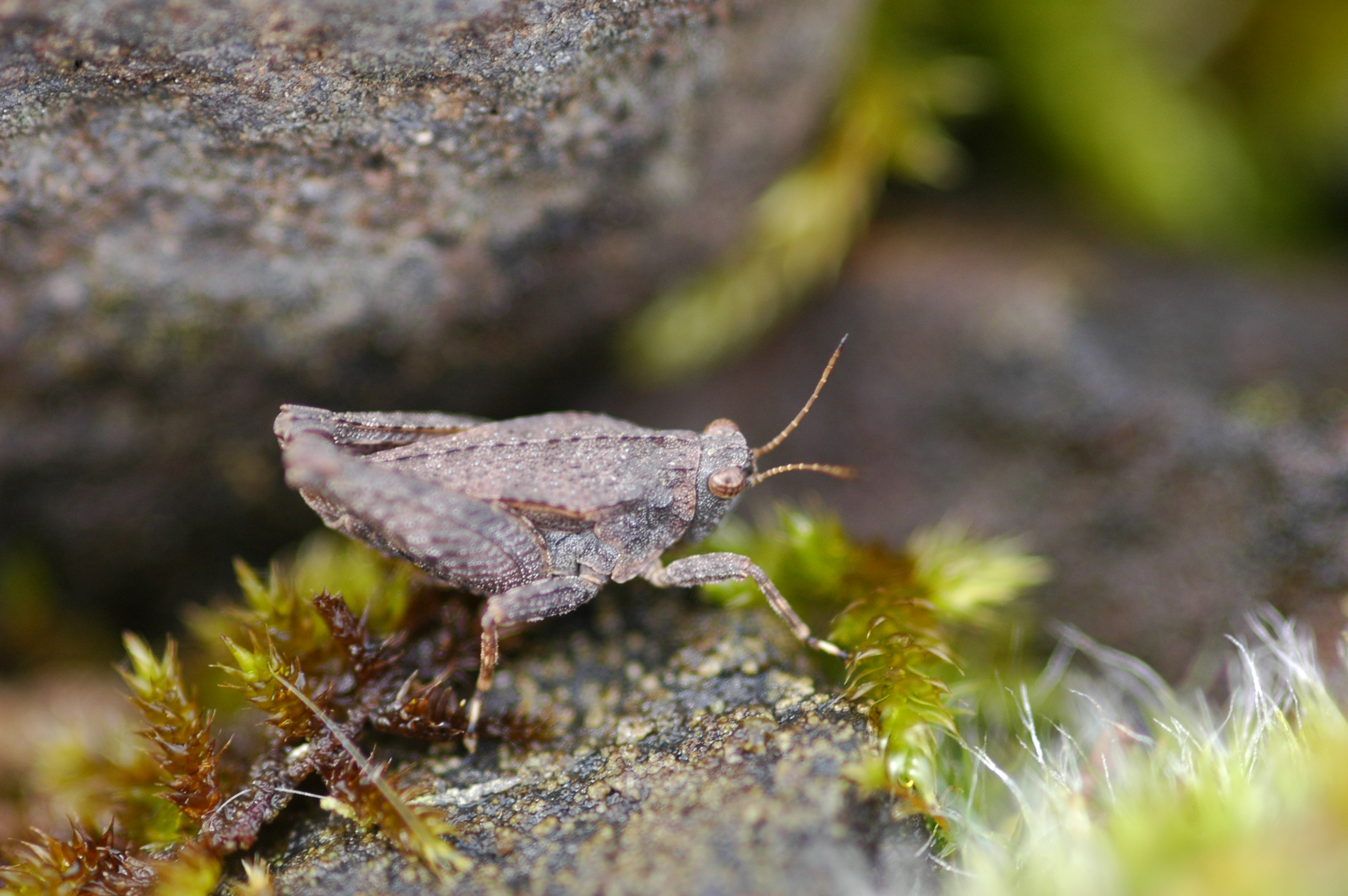
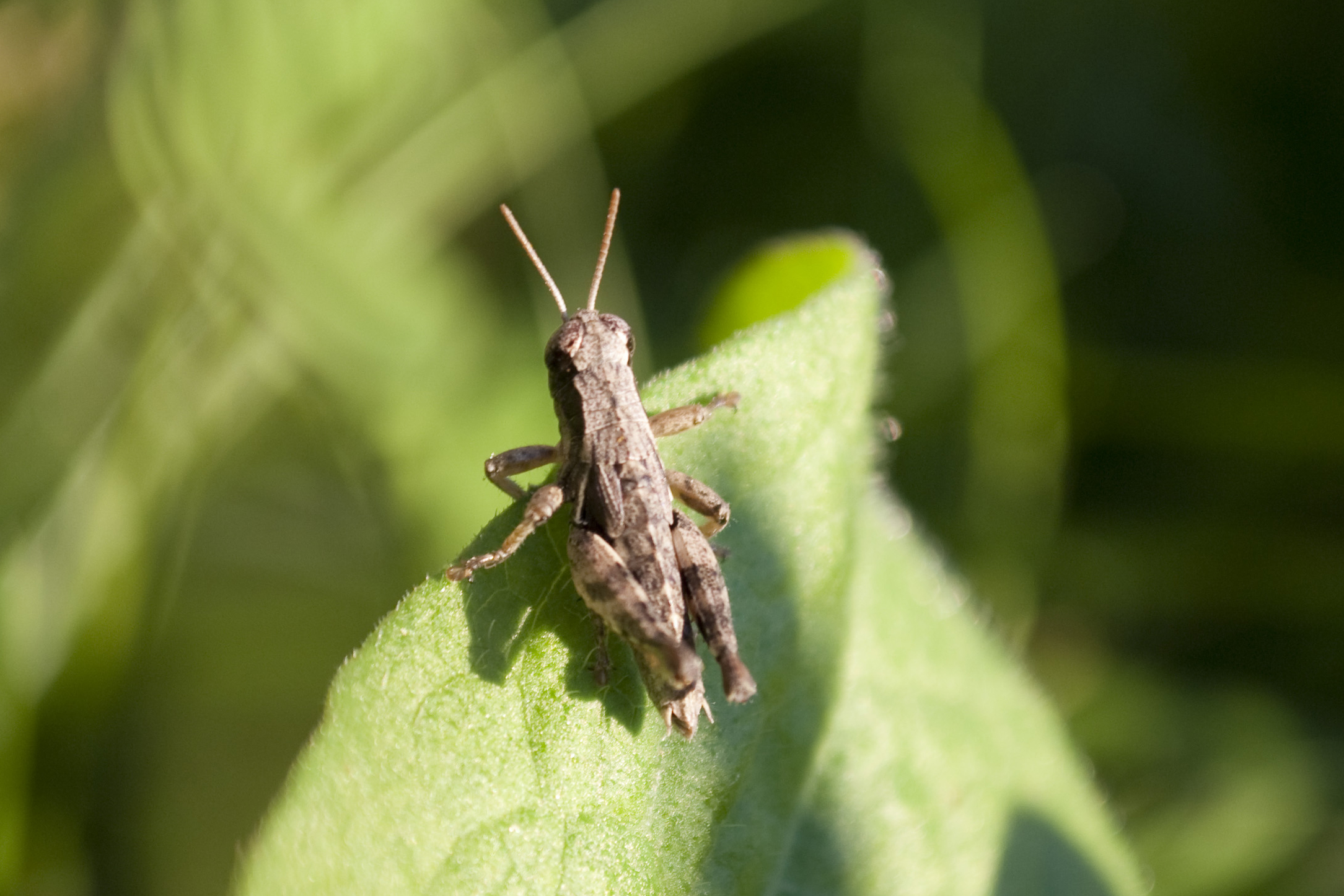
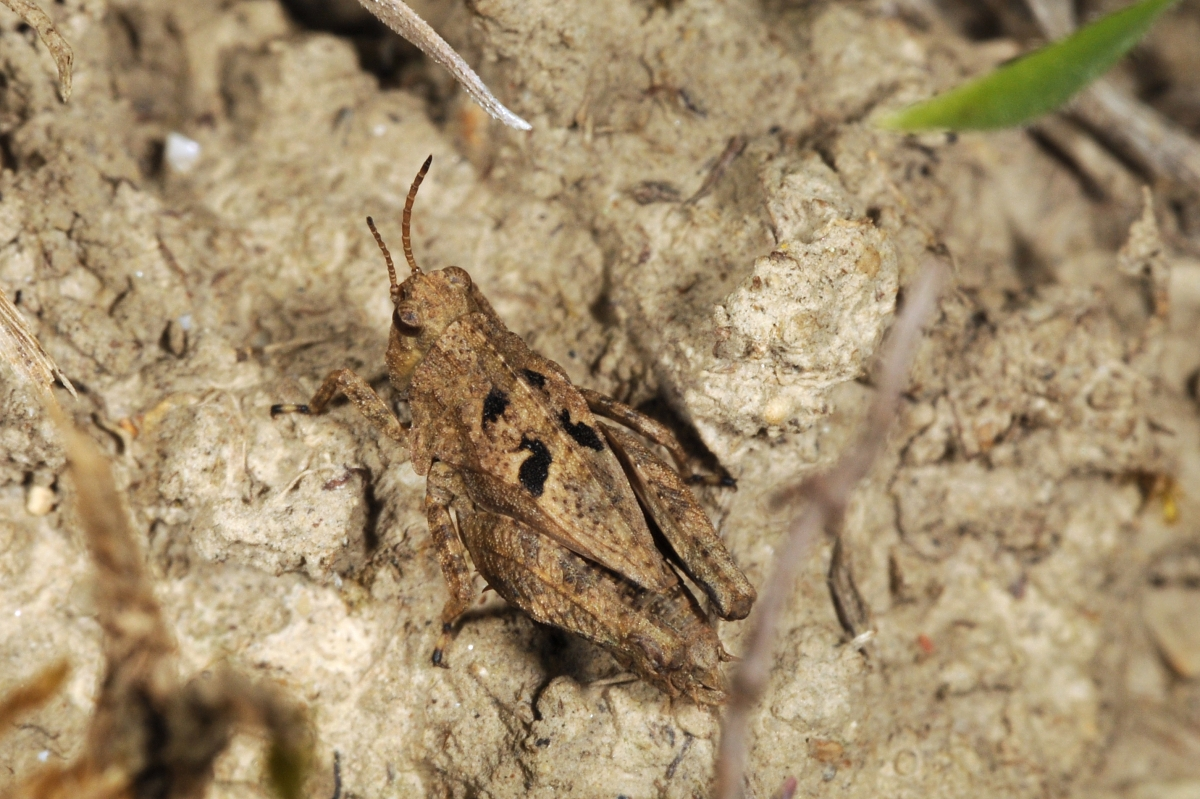
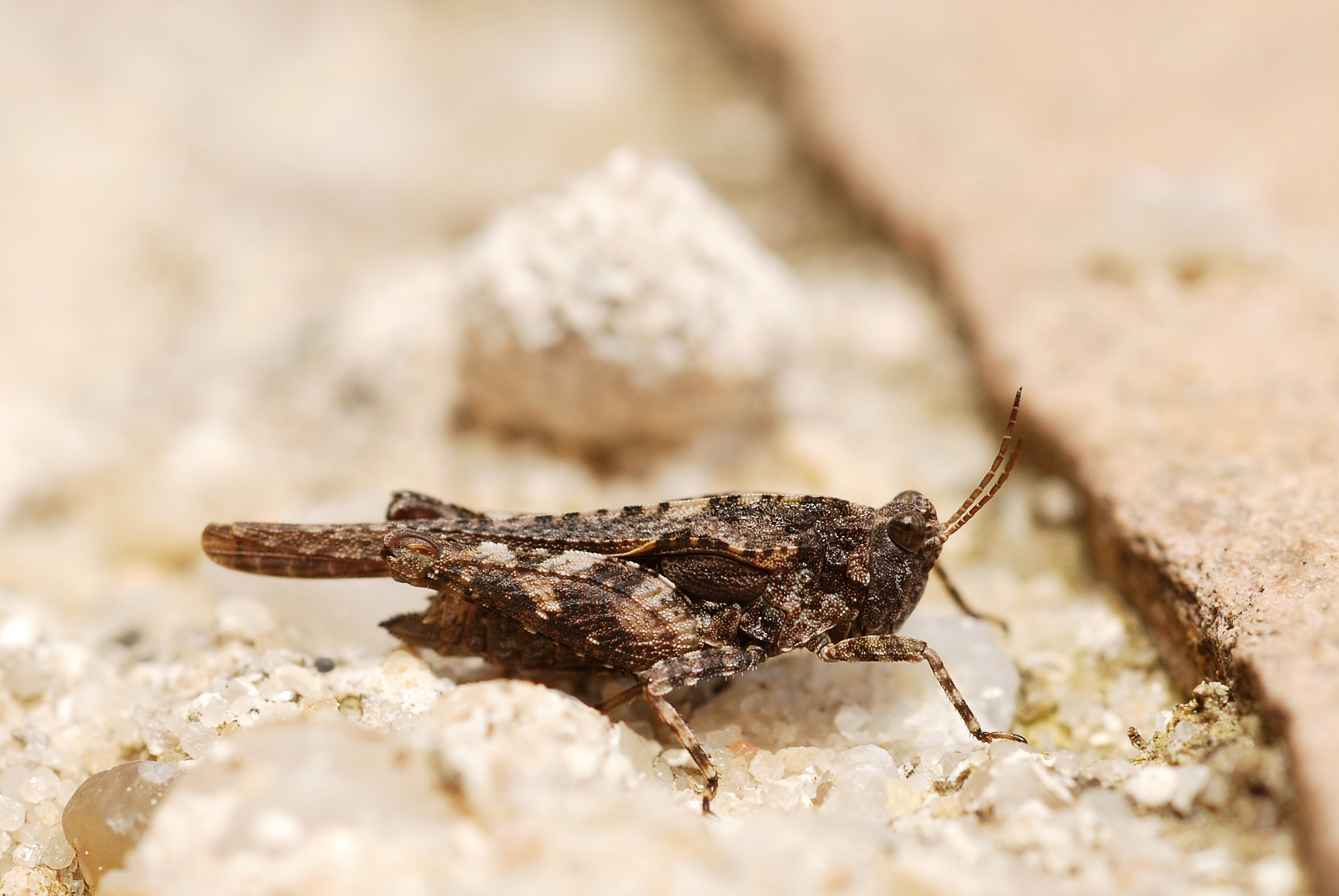
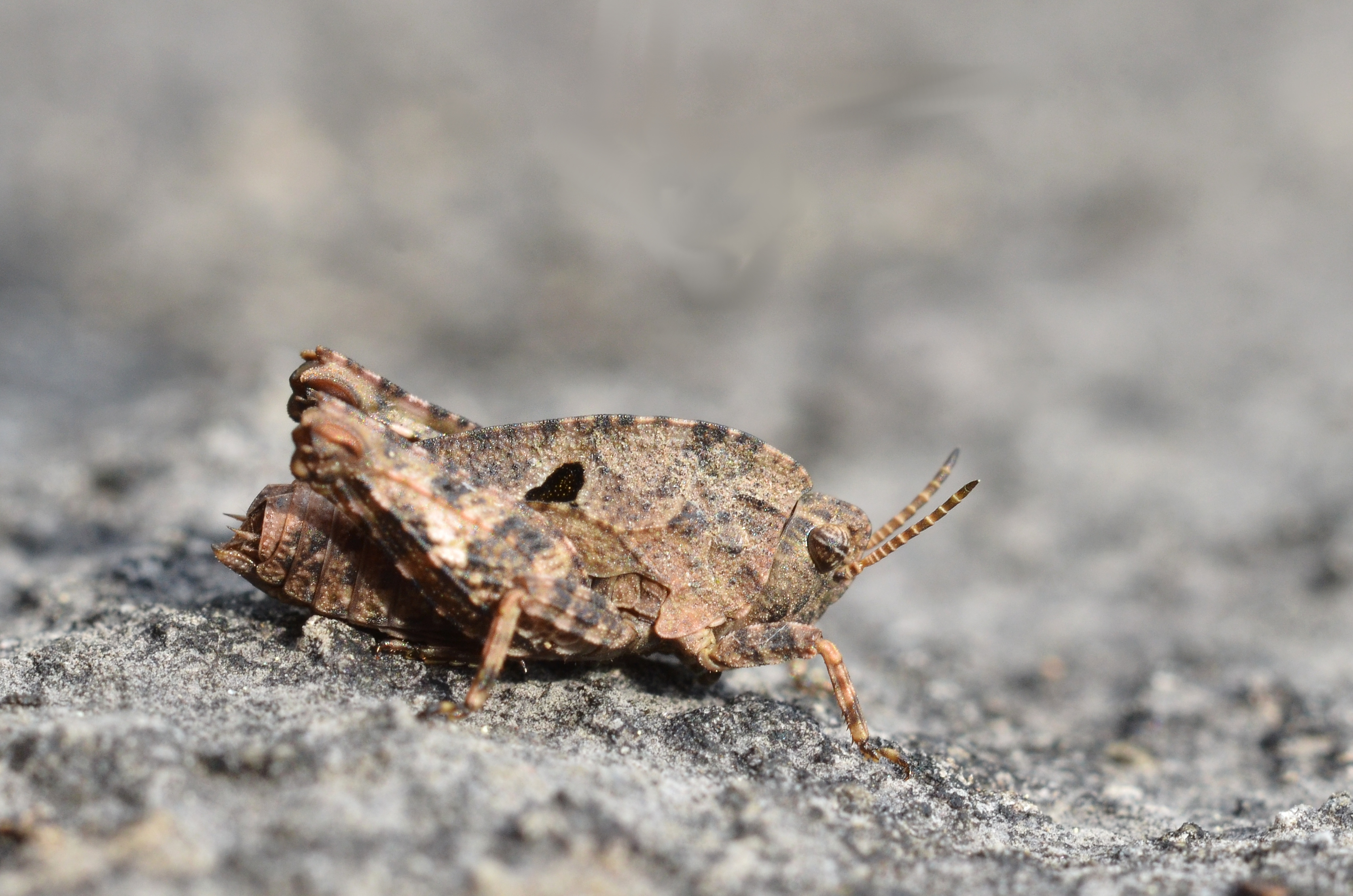

## Dottertaxa tillTetrix, i alfabetisk ordning[1][2]
- Tetrix aelytra
- Tetrix akagiensis
- Tetrix albistriatus
- Tetrix albomaculatus
- Tetrix albomarginis
- Tetrix albonota
- Tetrix americana
- Tetrix andeanum
- Tetrix arcunotus
- Tetrix arenosa
- Tetrix baoshanensis
- Tetrix barbifemura
- Tetrix beibuwanensis
- Tetrix beihaiensis
- Tetrix bipunctata
- Tetrix bolivari
- Tetrix brachynota
- Tetrix brunnerii
- Tetrix cavifrontalis
- Tetrix cenwanglaoshana
- Tetrix ceperoi
- Tetrix ceperoides
- Tetrix changbaishanensis
- Tetrix changchunensis
- Tetrix chichibuensis
- Tetrix chongqingensis
- Tetrix cliva
- Tetrix collina
- Tetrix condylops
- Tetrix crassivulva
- Tetrix curvimarginus
- Tetrix cuspidata
- Tetrix cyaneum
- Tetrix dentifemura
- Tetrix dorrigensis
- Tetrix dubiosus
- Tetrix erhaiensis
- Tetrix fengmanensis
- Tetrix fuchuanensis
- Tetrix fuhaiensis
- Tetrix fuliginosa
- Tetrix gifuensis
- Tetrix gracilis
- Tetrix grossifemura
- Tetrix grossovalva
- Tetrix guangxiensis
- Tetrix guibeiensis
- Tetrix guibeioides
- Tetrix guilinica
- Tetrix guinanensis
- Tetrix hururanus
- Tetrix irrupta
- Tetrix japonica
- Tetrix jilinensis
- Tetrix jingheensis
- Tetrix jinshajiangensis
- Tetrix jiuwanshanensis
- Tetrix kantoensis
- Tetrix kraussi
- Tetrix kunmingensis
- Tetrix kunmingoides
- Tetrix latifemuroides
- Tetrix lativertex
- Tetrix liuwanshanensis
- Tetrix lochengensis
- Tetrix longipennis
- Tetrix longzhouensis
- Tetrix macilenta
- Tetrix maguanensis
- Tetrix minor
- Tetrix miserus
- Tetrix montivaga
- Tetrix morbillosus
- Tetrix mundus
- Tetrix nanpanjiangensis
- Tetrix nanus
- Tetrix nigricolle
- Tetrix nigrimarginis
- Tetrix nigristriatus
- Tetrix nigromaculata
- Tetrix nikkoensis
- Tetrix nonmaculata
- Tetrix ochronotata
- Tetrix ornata
- Tetrix parabarbifemura
- Tetrix parabipunctata
- Tetrix parabrachynota
- Tetrix phrynus
- Tetrix priscus
- Tetrix qilianshanensis
- Tetrix qinlingensis
- Tetrix rectimargina
- Tetrix reductus
- Tetrix ruyuanensis
- Tetrix sadoensis
- Tetrix serrifemora
- Tetrix serrifemoralis
- Tetrix serrifemoroides
- Tetrix shaanxiensis
- Tetrix shennongijaensis
- Tetrix sierrana
- Tetrix sigillatum
- Tetrix signatus
- Tetrix silvicultrix
- Tetrix simulanoides
- Tetrix simulans
- Tetrix sinufemoralis
- Tetrix sipingensis
- Tetrix slivae
- Tetrix subulata
- Tetrix subulatoides
- Tetrix tartara
- Tetrix tenuicornis
- Tetrix tenuicornoides
- Tetrix tianensis
- Tetrix tinkhami
- Tetrix torulosinota
- Tetrix torulosinotoides
- Tetrix totulihumerus
- Tetrix transimacula
- Tetrix tubercarina
- Tetrix tuerki
- Tetrix undatifemura
- Tetrix undulata
- Tetrix wadai
- Tetrix weishanensis
- Tetrix xiangzhouensis
- Tetrix xinchengensis
- Tetrix xinganensis
- Tetrix xinjiangensis
- Tetrix yangshuoensis
- Tetrix yaoshanensis
- Tetrix yizhouensis
- Tetrix yunlongensis
- Tetrix yunnanensis
- Tetrix zhengi